# Лундский трамвай
Лундский трамвай (швед. Lunds spårväg) — трамвайная система в городе Лунд. Лундский трамвай стал четвёртой трамвайной системой в Швеции, после Стокгольма, Гётеборга и Норрчёпинга.

## История
Лунд ранее не имел трамвая и на территории лёна Сконе не было трамвая с 1973 года. В Лунде планировался трамвай с 80-х годов XX века. В нулевых годах XXI века было составлено шесть планов и 17 декабря 2015 года был выбран план. В 2016 году начнут строить трамвайную систему. Открытие планируется 13 декабря 2020 года.

## Описание сети
Первый участок Лундского трамвая будет соединять северо-восток города с вокзалом. На линии будет девять остановок. У остановок длина платформы будет 35 метров.
Движение будет правосторонним, со своей собственной полосой для движения. Питание будет через верхние провода с постоянным током 750 вольт. Колея у трамвая — европейская, то есть 1435 мм.

### Остановки
- Лунд Сентрум (Клеменсторгет) (швед. Lund C (Clemenstorget))
- Университететссюкхусет (швед. Univeritetetssjukhuset)
- Лундский технический университет (швед. Lunds tekniska högskola (LTH))
- Идеон (швед. Ideon)
- Хёйдпунктен (швед. Höjdpunkten)
- Солбьер (швед. Solbjer)
- Бруннсхёгс Сентрум (швед. Brunnshögs Centrum)
- Лаборатория MAX IV (швед. Max IV)
- Научная деревня ESS

## Перспектива
Планируется ещё два этапа:
- Первый из района Бруннсхёг (г. Лунд) в деревню Далбю.
- Второй от вокзала до г. Стаффансторф